# Костичев Павло Андрійович
Павло Андрійович Костичев (нар. 1845 — пом. 1895) — російський вчений-ґрунтознавець, агроном, мікробіолог і геоботанік.
Один з основоположників сучасного ґрунтознавства.

## Життєпис
Народився в селі Карнаухово Шацького повіту Тамбовської губернії Російської імперії (нині — Шацький район Рязанської області Росії) в родині кріпака.
Закінчив Шацьке повітове училище (1860), Московську землеробську школу (1864), Петербурзький землеробський інститут (1869). За участь у революційному студентському русі у 1869 році піддавався арешту. З 1876 року — викладач, згодом — професор Петербурзького землеробського інституту та Петербурзького університету.
У 1878 році при кафедрі ґрунтознавства організував першу в Росії агрономічну лабораторію, де проводив важливі дослідження з хімії та фізики ґрунтів. У 1881 році захистив дисертацію з теми «Нерозчинні фосфорнокислі з'єднання ґрунтів» на ступінь магістра сільського господарства.
З 1885 року працював у Міністерстві землеробства і державного майна (з 1894 р. — директор департаменту землеробства).

## Наукова діяльність
Основні праці присвячені вивченню біологічних основ ґрунтоутворення і способів підвищення родючості ґрунтів. П. А. Костичев показав, що ґрунтоутворення — біологічний процес, пов'язаний з розвитком рослинності і мікроорганізмів, що завдання ґрунтознавства полягає у вивченні ґрунтів у зв'язку з розвитком їх рослинного покриву. Він першим із російських вчених застосував свої знання в галузі мікробіології до вивчення процесів розкладання органічної речовини у ґрунті.
Результати своїх досліджень виклав у роботі «Ґрунти чорноземної області Росії. Їх походження, склад і властивості» (1886).
Велику увагу приділяв вивченню структури чорноземних ґрунтів, вважаючи її важливою умовою їх родючості. Унаслідок геоботанічних досліджень, присвячених питанням зміни рослинності чорноземних степів, прийшов до висновку, що в степах на чорноземах може рости деревна рослинність, якщо охороняти її в перші роки життя від смітних трав, які забирають вологу.
У зв'язку з посухою і неврожаєм 1891 року, в книзі «Про боротьбу з посухами в чорноземній області допомогою обробки полів і накопичення на них снігу» (1893) П. А. Костичев запропонував систему заходів по використанню вологи шляхом обробки ґрунту і снігозатримання.
Першим в Росії почав широко застосовувати лабораторний досвід і вважав, що наукове дослідження ґрунтів повинно бути «сільськогосподарсько-науковим», тобто задовольняти потреби сільськогосподарського виробництва.

## Вшанування
Іменем академіка Костичева названо вулицю в Харкові.